# Менке, Карл Теодор
Карл Теодор Менке (нем. Karl Theodor Menke; 13 сентября 1791, Бремен — 1861, Бад-Пирмонт) — немецкий малаколог и врач.

## Биография
Менке изучал медицину в Гёттингене, затем в 1814 году защитил докторскую диссертацию и работал врачом в курортном местечке Бад-Пирмонт. Он также опубликовал информацию о геологии и минеральных источниках Бад-Пирмонта и Эксерских камнях.
Менке принадлежал к группе немецких малакологов, в которую входили кассельские врач Людвиг Георг Карл Пфайффер и банкиры Карл Йонас Пфайффер и Штефан Клессин.
В 1844 году Менке основал журнал по малакозоологии, который он издавал начиная с третьего тома (1846) совместно с Людвигом Георгом Карлом Пфайффером (в то же время место публикации было перенесено из Ганновера в Кассель). В 1848 году он опубликовал библиографию по малакологии. С 1854 года журнал назывался «Malakozoologische Blätter».
В 1831 году он был избран членом Германской академии естествоиспытателей «Леопольдина».

## Труды
- Pyrmont und seine Umgebungen, mit besonderer Hinsicht auf seine Mineralquellen … Mit einer topographisch-petrographischen Charte. Uslar 1818, 1840
- Lage, Ursprung, Namen, Beschreibung, Alterthum, Mythus und Geschichte der Externsteine. 1824
- Versuch einer näheren Geologischen, Geognostischen und oryktognostischen Erörterung des Fürstenthums Pyrmont. 1825
- Synopsis methodica Molluscorum generum omnium et specierum earum, quae in Museo Menkeano adservantur. 1828, Bad Pyrmont: Gelpke, Archive
- mit Johann Georg Christian Lehmann: Molluscorum Novae Hollandiae specimen. 1843
- Die Heilkräfte des Pyrmonter Stahlwassers. 1835